# Steven Carroll
Œuvres principales
A World of Other People
Steven Carroll, né en 1949 à Melbourne, est un écrivain australien.

## Biographie
Il obtient le prix Miles Franklin et le prix Commonwealth Writers en 2008 pour Le Temps qu’il nous a fallu (The Time We Have Taken).

## Œuvres traduites en français
- De l’art de conduire sa machine [« The Art of the Engine Driver »], trad. de Philippe Gerval, Paris, Éditions Phébus, coll. « D’aujourd'hui. Étranger », 2005, 232 p.  (ISBN 2-7529-0104-6)
- Un long adieu [« The Gift of Speed »], trad. de Philippe Gerval, Paris, Éditions Phébus, coll. « D’aujourd'hui. Étranger », 2006, 267 p.  (ISBN 2-7529-0205-0)
- Le temps qu’il nous a fallu [« The Time We Have Taken »], trad. d’Annie Hamel, Paris, Éditions Phébus, coll. « D’aujourd'hui. Étranger », 2009, 287 p.  (ISBN 978-2-7529-0294-8)